# Overpowered (álbum)
Overpowered es el título del segundo álbum de estudio de la cantante, compositora, productora, actriz y modelo irlandesa Róisín Murphy. Es el primer álbum grabado por la artista en EMI. Ha recibido la atención de la prensa internacionalmente, calificado por distintos profesionales y revistas como el disco del año, obtuvo la certificación de Triple disco de oro y mantiene excelentes críticas; citando en varias ocasiones que se trata de un 'clásico moderno'. Además de ser calificado en Metacritic con 9.0 por los usuarios, y 8.2 por el sitio Web lo que equivale a Aclamación Universal.

## Información del álbum
En mayo del 2006, Róisín anunció en su sitio web que estaba trabajando nuevo material para un segundo álbum de estudio, ya que había firmado con EMI. Durante las sesiones de grabaciones, Róisín Murphy trabajo con Seiji de Bugz In The Attic, Richard X, Ivan Coralliza, Andy Cato de Groove Armada, y otros más. Entre las sesiones, Róisín escribió y produjo canciones con Calvin Harris y Cathy Dennis, pero fueron consideradas muy diferentes del resto del trabajo, y fueron desechadas. A pesar de esto, se están reutilizando algunos outtakes del álbum, como lados B. Curiosamente, una de las canciones del álbum, Primitive, tuvo originalmente el nombre Animal.
Tres canciones que no hacían el camino al álbum fueron lanzadas. Body language, coescrita y producida con Andy Cato, y Parallel lives, coescrita y producida con Richard X, fueron puestas de último momento en el álbum, y ambas son bonus tracks internacionales. Modern timing, una canción coescrita y producida con Ivan Coralliza, fue estrenada como canción de descarga libre.

### Sencillos del álbum
Tras 10 meses de trabajo, Róisín publica el primer sencillo del álbum, Overpowered, sus formatos físicos fueron inelegibles para enlistarse en el UK Singles Chart. Pero pesar de esto, tuvo éxito en toda Europa y América . Su siguiente sencillo, Let me know, se convirtió en su segundo gran éxito. Varios meses después, sale el sencillo You know me better, De igual manera con considerable éxito. En una entrevista con The Culture Show, en marzo del 2008 Róisín confirmó el lanzamiento de Movie star como el próximo sencillo.  Además, fue lanzado junto con Slave to love.

## Pistas del álbum

### Versión estándar
| #   | Título             | Duración | Escritores y productores:                                       |
| --- | ------------------ | -------- | --------------------------------------------------------------- |
| 1.  | Overpowered        | - 5:08   | Róisín Murphy / Mike Patto / Paul Dolby                         |
| 2.  | You know me better | - 4:18   | Róisín Murphy / Andy Cato                                       |
| 3.  | Checkin' on me     | - 4:39   | Róisín Murphy / Ivan Coralliza / Jimmy Douglas / Lajuana Pigram |
| 4.  | Let me know        | - 5:10   | Róisín Murphy / Andy Cato                                       |
| 5.  | Movie star         | - 4:02   | Róisín Murphy / Mike Patto / Paul Dolby                         |
| 6.  | Primitive          | - 4:50   | Róisín Murphy / Ivan Coralliza                                  |
| 7.  | Footprints         | - 3:37   | Róisín Murphy / Mark De Clive-Lowe / Paul Dolby                 |
| 8.  | Dear miami         | - 3:41   | Róisín Murphy / Mike Patto / Paul Dolby                         |
| 9.  | Cry baby           | - 5:55   | Róisín Murphy / Michael Ward / Dean Honer / Richard Barrett     |
| 10. | Tell everybody     | - 3:51   | Róisín Murphy / Ivan Coralliza / Jimmy Douglas / Lajuana Pigram |
| 11. | Scarlet ribbons    | - 5:36   | Róisín Murphy / Michael Ward / Dean Honer / Richard Barrett     |

### Pistas adicionales

#### Bonus tracks internacionales
| #   | Título         | Duración | Escritores y productores: |
| --- | -------------- | -------- | ------------------------- |
| 12. | Body language  | - 4:40   | Róisín Murphy / Andy Cato |
| 13. | Parallel lives | - 4:22   | Róisín Murphy / Richard X |

#### Edición de iTunes
| #   | Título         | Duración | Escritores y productores: |
| --- | -------------- | -------- | ------------------------- |
| 12. | Body language  | - 4:40   | Róisín Murphy / Andy Cato |
| 13. | Parallel lives | - 4:22   | Róisín Murphy / Richard X |
| 14. | Pandora        | - 3:56   | Róisín Murphy / Richard X |

## Sesiones de grabación

### Lados B y canciones de compilaciones
Aquí se muestra una lista de canciones de la sesión de grabación del álbum que salieron como lado B de los sencillos del álbum (se incluyen lados B aparecidos en el álbum), y de canciones grabadas en la sesión que fueron lanzadas en compilaciones de la artista.
| Título         | Duración | Escritores y productores:                                                 | Origen y aparición: |
| -------------- | -------- | ------------------------------------------------------------------------- | --- |
| Slave to love  | 3:39     | Bryan Ferry                                                               | - Cover del exitoso sencillo de Bryan Ferry. - Lanzado como sencillo de doble lado A con Movie star.                                           |
| Pandora        | 3:56     | Róisín Murphy / Richard X                                                 | - Incluido como lado B del CD 2 del sencillo You know me better. - Incluido como bonus track en la pista 14 de la edición del álbum de iTunes. |
| Keep it loose  | 3:26     | Róisín Murphy / Mike Patto / Paul Dolby / Toni Econmides / John Mullarkey | - Incluido como lado B del CD 1 del sencillo You know me better.                                                                               |
| Modern timing  | 4:28     | Róisín Murphy / Ivan Coralliza                                            | - Es una canción de descarga exclusiva. |
| Foolish        | 3:28     | Róisín Murphy / Paul Dolby                                                | - Incluido como lado B del sencillo Overpowered.                                                                                               |
| Sweet nothings | 3:45     | Róisín Murphy / Ivan Coralliza / Jimmy Douglas / Lajuana Pigram           | - Incluido como lado B del sencillo Overpowered.                                                                                               |
| Sunshine       | 3:06     | Róisín Murphy / Michael Ward / Dean Honer / Cathy Dennis                  | - Incluido como lado B del sencillo Let me know.                                                                                               |
| Unlovable      | 3:56     | Róisín Murphy / Mark De Clive-Lowe / Paul Dolby                           | - Incluido como lado B del sencillo Let me know.                                                                                               |

### Canciones inéditas y material filtrado en internet
La siguiente lista tiene canciones que fueron grabadas en las sesiones, pero que no fueron lanzadas ni en el álbum, ni en cualquier otro disco de Róisín Murphy.
| Título                           | Duración | Escritores y productores:                                   | Origen y aparición: |
| -------------------------------- | -------- | ----------------------------------------------------------- | --- |
| Earn it                          | -        | Róisín Murphy / Michael Ward / Dean Honer / Richard Barrett | - Canción de las sesiones del álbum. - Postulada como lado B del futuro sencillo Movie star. |
| Off & on                         | 3:26     | Róisín Murphy / Cathy Dennis / Calvin Harris                | - Canción grabada en las sesiones del álbum que hacía el camino final al álbum, pero fue reemplazada. - Fue entregada a Sophie Ellis-Bextor, la cual ha regrabado, y posiblemente será el primer sencillo que saldrá en su cuarto álbum. - La versión de Róisín se filtró en Internet en el 2007. La versión de Sophie fue estrenada el 2 de junio del 2008. |
| Don't let it go to your head boy | -        | Róisín Murphy / Cathy Dennis / Calvin Harris                | - Canción de las sesiones del álbum. |
| Higher state of consciousness    | -        | Josh Wink                                                   | - Cover de Josh Wink de las sesiones del álbum, cuyos datos son inciertos. |

## Sencillos
| Título                   | Duración      | Lanzamiento:             | Escritores                              |
| ------------------------ | ------------- | ------------------------ | --------------------------------------- |
| Overpowered              | - 5:08        | 9 de julio de 2007       | Róisín Murphy / Mike Patto / Paul Dolby |
| Let me know              | - 5:10        | 8 de octubre de 2007     | Róisín Murphy / Andy Cato               |
| You know me better       | - 4:18        | 31 de marzo de 2008      | Róisín Murphy / Andy Cato               |
| Movie star Slave to Love | - 4:02 - 4:10 | 22 de septiembre de 2008 | Róisín Murphy / Mike Patto / Paul Dolby |

- Overpowered: Es el primer sencillo del álbum. Fue lanzado el 9 de julio de 2007. Obtuvo el puesto número 10 en Finland Singles Top 20, 13 en Bulgaria Singles Top 40, 28 en Belgium Singles Top 50, y 34 en Denmark Singles Top 40.

- Let me know: Es el segundo sencillo del álbum, que fue lanzado alrededor de 7 días antes que el álbum, exactamente el 8 de octubre de 2007. Llegó al puesto n.º 28 en el UK Singles Chart,[5] Obtuvo el Puesto Número 10 en Finland Singles Top 20, 13 en Bulgaria Singles Top 40, 28 en Belgium Singles Top 50, y 34 en Denmark Singles Top 40.

- You know me better: El tercer sencillo del álbum, que vino en vez de Cry baby el 31 de marzo del 2008, Obtuvo el Puesto 18 en Bulgaria Singles Top 40, y 47 en UK singles Top 75.

- Movie star: De acuerdo a The Culture Show, Movie star es el cuarto sencillo del álbum, y se lanzó por primera vez el 22 de septiembre de 2008, junto con el nuevo sencillo "Slave to Love", canción que es el tema principal de la campaña de Gucci para este Otoño-Invierno 2008. Obteniendo el puesto 39 en Bulgaria Singles Top 40.

## Posiciones de listas y certificaciones

### Posiciones en listas de álbumes
| Lista                            | Posición |
| -------------------------------- | -------- |
| Lista de álbumes de Austria      | 35       |
| Lista de álbumes en Bélgica      | 4        |
| Lista de álbumes en Europa       | 30       |
| Lista de álbumes en Finlandia    | 28       |
| Lista de álbumes de Reino Unido  | 20       |
| Lista de álbumes de Países Bajos | 13       |
| Lista de álbumes en Suecia       | 32       |

### Certificaciones
| País        | Industria | Certificación:      | Ventas:              |
| ----------- | --------- | ------------------- | -------------------- |
| Bélgica     | IFPI      | Triple Disco de oro | Más de 50 000 ventas |
| Reino Unido | BPI       |                     | Más de 45 000 ventas |